# Урбар (Маєн-Кобленц)
Урбар (нім. Urbar) — громада в Німеччині, розташована в землі Рейнланд-Пфальц. Входить до складу району Маєн-Кобленц. Складова частина об'єднання громад Фаллендар.
Площа — 3,46 км2. Населення становить 3189 ос. (станом на 31 грудня 2020).

## Галерея

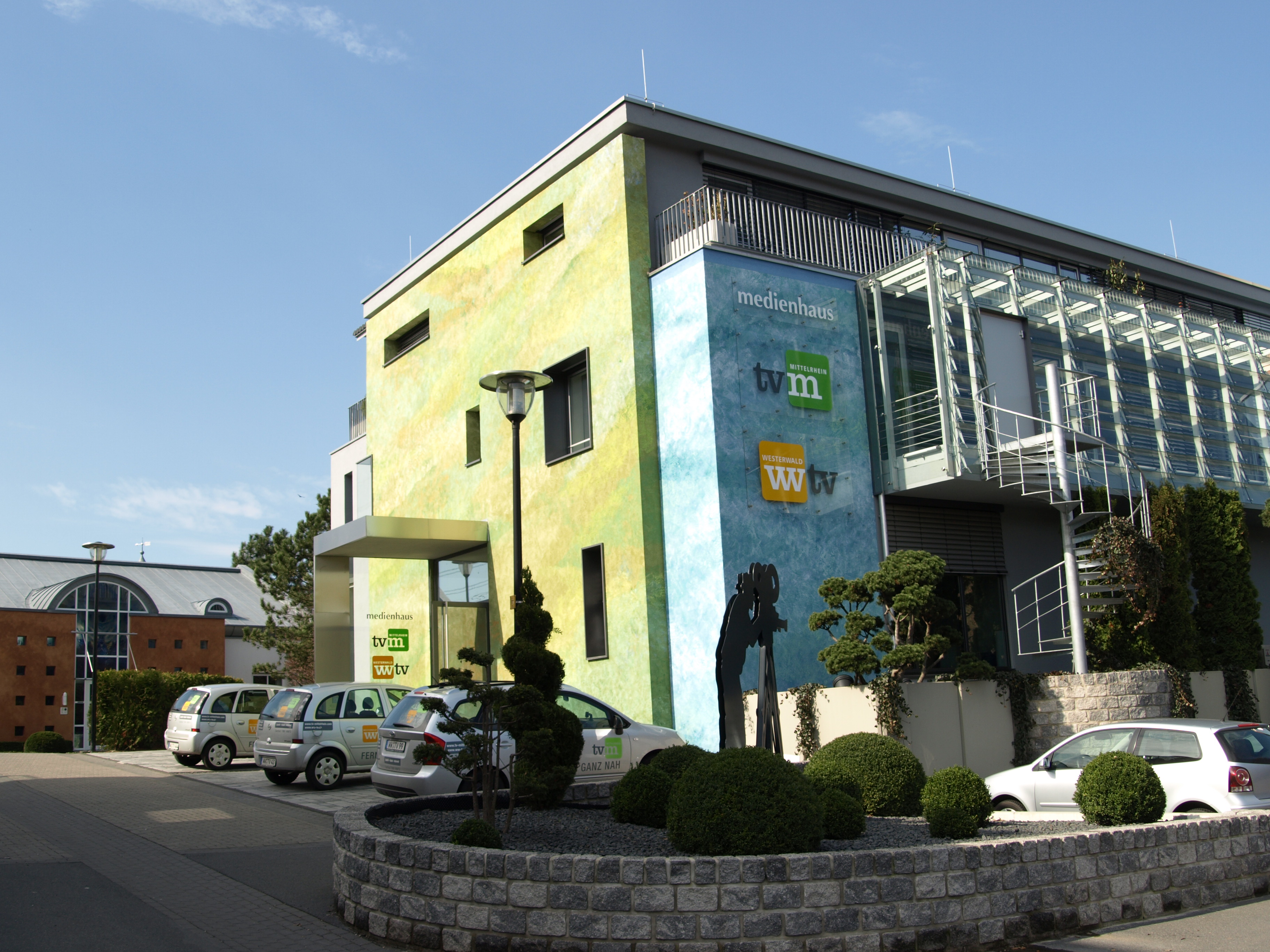